# Treasurer's House

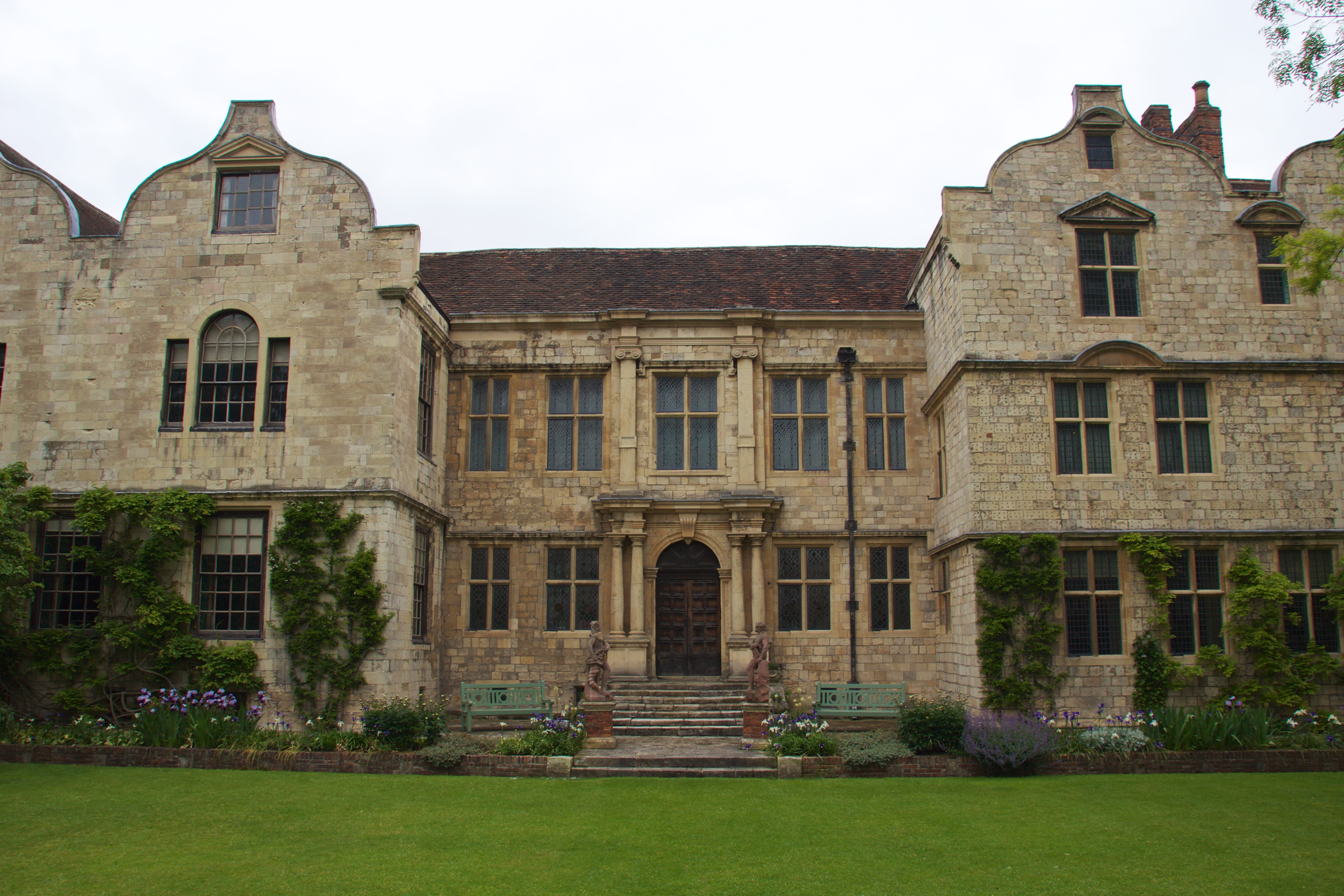
Fachada principal de la Treasurer's House en 2015.

Treasurer´s House (traducido como la Casa del Tesorero o la Tesorería) es una casa histórica ubicada en la ciudad inglesa de York, en el condado de Yorkshire del Norte. Es propiedad de la organización Fundación Nacional para Lugares de Interés Histórico o Belleza Natural, que se hace cargo de su mantenimiento. Se ubica al norte de la catedral de York.

## Historia
El primer cargo de tesorero de la catedral de York fue nombrado en 1091, año en el que el arzobispo de York, Thomas de Bayeus, estableció la oficina, siendo su principal función el manejo y control de las cuentas y finanzas tanto de la catedral como del monasterio, así como de la recepción de las personalidades que se acercaran a York, en el caso de personalidades del clero, nobles o miembros de la monarquía.
La residencia sirvió para tales labores hasta 1547, cuando la reforma anglicana eliminó el puesto de tesorero de su organigrama. El último tesorero entregó la casa a la Corona el 26 de mayo de dicho año, siendo otorgada a Edward Seymour, I duque de Somerset, quien a su vez la vendió al arzobispo Robert Holgate. Thomas Young, arzobispo entre 1561 y 1568, y sus descendientes fueron los principales responsables de la estructura de la casa tal como se conoce en la actualidad. A principios del siglo XVII, la familia Young añadió el frente simétrico y reconstruyó casi por completo la casa. En 1617, la casa fue anfitriona de la realeza cuando Sir George Young recibió la visita del monarca Jacobo I de Inglaterra. Posteriormente, la casa pasó por varios propietarios privados, y con el tiempo se subdividió en viviendas separadas.
La casa fue restaurada a su estado actual por Frank Green, un rico industrial local, que entre 1897 y 1898 compró cada parte de la casa. Él nombró a Temple Moore para restaurar la casa y eliminar numerosas adiciones anteriores. Este trabajo se completó principalmente en 1900 y cuando Frank Green se retiró y se mudó de York en 1930, la casa y sus contenidos fueron entregados al National Trust.
La casa fue construida directamente sobre una de las principales vías romanas que conducen fuera de York romana hacia el norte. Durante los principales cambios estructurales, realizados por Green, se descubrieron cuatro bases de columnas romanas; permaneciendo una visible para el público en el sótano, mientras otra se utilizó como base para un conjunto moderno de columnas en la sala principal.

## Leyenda fantasmal romana
Según las leyendas locales, el recinto de la Treasurer' House ha sido lugar de diversas apariciones fantasmales, entre ellos el de George Aislaby, propietario de la propiedad en el siglo XVII. Sin embargo, la aparición más notable ha sido la de un grupo de legionarios romanos, que han sido presenciados en el sótano, primero por un invitado a la fiesta de Frank Green y luego, muchos años después, durante los trabajos de restauración llevados a cabo por el National Trust. En 1953, el aprendiz de fontanero Harry Martindale, de 18 años, estaba reparando las tuberías en el sótano, pues el National Trust había decidido eliminar la calefacción central. Después de cuatro horas de trabajo, Martindale se dio cuenta de un sonido musical, como una serie de notas repetidas tocadas en trompetas. El sonido creció en intensidad hasta que, justo debajo de su escalera, Martindale informó que vio a un soldado, con un casco emplumado, emerger de la pared, seguido de un carro de caballos y unos nueve o diez pares de otros soldados romanos. Martindale cayó aterrorizado de su escalera y tropezó con un rincón para esconderse. Los soldados parecían ser legionarios armados, visibles solo desde las rodillas hacia arriba, en una formación de marcha, pero se encontraban cansados y desaliñados. Se distinguían de tres maneras: llevaban escudos redondos en sus brazos izquierdos, algún tipo de dagas en vainas en su lado derecho y vestían túnicas verdes. Cuando descendieron al nivel de la calzada romana, en la que Martindale había parado su escalera, pudo ver que llevaban sandalias abiertas con correas de cuero hasta las rodillas.
La experiencia asustó tanto a Martindale que pasaron varias semanas antes de que volviera a su trabajo como fontanero. Muchos años después, las excavaciones en la ciudad revelaron que las descripciones de la vestimenta de los soldados dada por Martindale, al principio descartada como anómala, de hecho coincidían con las de los soldados de reserva locales que se hicieron cargo de la guarnición romana cuando los soldados regulares comenzaron a regresar a Roma en el siglo V.
Derivada de estas supuestas apariciones, la Treasurer' House fue escenario de un episodio de la serie televisiva de Discovery Channel Ghost Hunters.